# ماهون

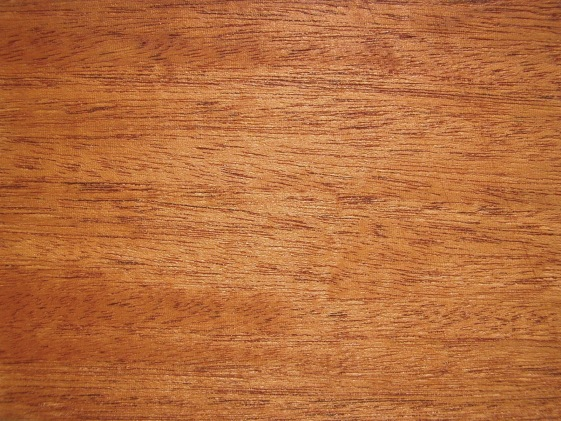
چوب ماهون هندوراس

چوب ماهون یا ماهوگانی (به انگلیسی: Mahogany) یک واژه فارسی و نوعی چوب راست دانه، با الوار قرمز مایل به قهوه‌ای، سه گونه سخت‌چوب جنگلی منطقه گرمسیری از سرده Swietenia، (بومی آمریکا) بخشی از تیره chinaberry pantropical، یا همان زیتون‌تلخیان است. سه گونه عبارتند از:
- Swietenia macrophylla ماهوگانی هندوراسی
- Swietenia mahagoni ماهوگانی کوبایی، یا هند غربی
- Swietenia humilis